# Poceirão e Marateca
Poceirão e Marateca (llamada oficialmente União das Freguesias de Poceirão e Marateca) es una freguesia portuguesa del municipio de Palmela, distrito de Setúbal.

## Historia
Fue creada el 28 de enero de 2013 en aplicación de una resolución de la Asamblea de la República de Portugal promulgada el 16 de enero de 2013 con la unión de las freguesias de Marateca y Poceirão, pasando su sede a estar situada en la antigua freguesia de Poceirão.

## Demografía
| Gráfica de evolución demográfica de Poceirão e Marateca entre 2011 y 2021 |
|                                                                           |
| Datos según el nomenclátor publicado por el INE portugués.                |